# GERARD
GERARD（ジェラルド）は、1980年代中盤から活動しているプログレッシブ・ロック・バンド。
元ノヴェラのキーボーディスト、永川敏郎を中心に結成された。

## メンバー
- 永川敏郎（キーボード）
- 長谷川淳（ベース）
- 藤本健一（ドラムス）
- 佐々井康雄（ボーカル）

## 略歴
永川は、藤村幸宏（ギター、ボーカル）などと共にGERARDを結成。当初はノヴェラと並行しての活動だったが、永川は最終的にノヴェラを脱退。その後、永川はEARTHSHAKER、藤村はVIENNAに加入したが、GERARDとしても活動。後にJUDY AND MARYで活動する五十嵐公太（ドラム）が在籍していた時期もある。EARTHSHAKER解散後の1994年にはソロ名義「永川敏郎's GERARD」でアルバム1枚を発表。1990年代中期には、藤村に代わりカナダ人のロビン・G・スーシー（ボーカル）が参加、ギターレスの編成となる。ロビン離脱後は、トリオ編成で活動。2007年頃から佐々井康雄（ボーカル・元SABER TIGER）、SHY BLUE（現Ark Storm）との共演が多い。
2002年6月、アメリカ・ニュージャージー州で行われたプログレッシブ・ロック・フェスティバル「NEARfest」に出演。2004年、ドラマーが後藤マスヒロから、元ZYYGの藤本健一に交替。
2007年、再結成したアルカトラスとジョー・リン・ターナーのダブル・ヘッドライナーによる日本公演で、梶山章と共にジョー・リン・ターナーのバックバンドを担当。2014年、活動を休止する。
2023年、8月12日　Chachamaru（ギター、ボーカル）、永川敏郎（キーボード）、長谷川淳（ベース）、西田“DRAGON”竜一（ドラムス）という編成にて渋谷チェルシーホテルにてライブを行う。

## ディスコグラフィー

### アルバム
- GERARD （1984年）
- 虚実の城 （1985年）
- 夢の中の夢 （1985年） - ミニアルバム
- IRONY OF FATE （1991年）
- The Pendulum （1997年）
- Evidence of True Love （1997年） - ミニアルバム
- Pandora's Box （1997年）
- Meridian （1998年）
- Live in Marseille - Battle Triangle -（1998年） - ライブ・アルバム（1998年6月、フランスマルセイユ）
- The Ruins of A Glass-Fortress （2000年）
- Keyboard Triangle Ⅱ （2002年） - カバーアルバム
- Sighs Of The Water　（2002年）
- Power Of Infinity　（2004年）
- Ring of Eternity （2010年）
- Visionary Dream （2011年）

### DVD
- CHAOS LIVE （2011年）